# Geranomyia mexicana
Geranomyia mexicana är en tvåvingeart som först beskrevs av Luigi Bellardi 1861.  Geranomyia mexicana ingår i släktet Geranomyia och familjen småharkrankar. Inga underarter finns listade i Catalogue of Life.